# ابرو شاللی
ابرو شاللی (انگلیسی: Ebru Şallı؛ زادهٔ ۱۵ ژانویهٔ ۱۹۷۷) بازیگر، مؤلف، مدل، مجری تلویزیون اهل ترکیه است. وی از سال ۱۹۹۵ میلادی تاکنون مشغول فعالیت بوده است.